# سن نیکولاس (شیلی)
سن نیکولاس (شیلی) (به اسپانیایی: San Nicolás) یک شهرستان در شیلی است که در استان نوبل واقع شده‌است. سن نیکولاس ۴۹۰٫۵ کیلومتر مربع مساحت و ۱۰٬۶۳۱ نفر جمعیت دارد و ۷۵ متر بالاتر از سطح دریا واقع شده‌است.